# DNA (boek)
DNA (oorspronkelijke Engelse titel: Cure) is een boek geschreven door de Amerikaanse schrijver Robin Cook.

## Verhaal
Deel uit Cooks serie over de forensisch pathologen Laurie Montgomery en Jack Stapleton (ook te vinden in o.a. Ingreep, Kritiek en Vreemd Lichaam). Het babyzoontje van Laurie en Jack is na lange tijd ernstig ziek te zijn geweest, aan de beterende hand en Laurie gaat weer aan het werk. Ze krijgt direct te maken met een gecompliceerde zaak: ze moet bepalen of Satoshi Machita, een Japanse expert op het gebied van stamceltechnologie, een natuurlijke dood is gestorven of is vermoord. Laurie denkt het laatste, maar ondanks grote druk op haar om de zaak te laten rusten, gaat ze samen met haar echtgenoot toch op onderzoek uit. De sporen leiden naar een groot farmaceutisch bedrijf en het duo krijgt te maken met internationale biotechnische bedrijfsspionage en de georganiseerde misdaad in binnen- en buitenland. Ook haar zoontje blijkt niet veilig te zijn waardoor de zaak wel heel persoonlijk wordt.